# 罗得岛迪亚戈拉斯国际机场
罗得岛“迪亚戈拉斯”国际机场是希腊共和国罗得岛的国际机场，以在该岛出生的著名拳击运动员罗得岛的迪亚戈拉斯的名字命名。